# Pravděpodobnostní míra
Pravděpodobnostní míra je funkce, která přiřazuje každému výsledku náhodného pokusu jeho pravděpodobnost. Je definována jako míra normovaná tak, aby její hodnota pro jistý jev byla 1.